# Pont des Arts
Pour les articles homonymes, voir Pont des Arts (homonymie).
Le pont des Arts, ou passerelle des Arts, permet de franchir le fleuve Seine, en France, à Paris. Cet ouvrage réservé aux piétons se trouve au cœur de la ville, dans le 1er arrondissement en rive droite (quai François-Mitterrand) et dans le 6e arrondissement en rive gauche (quai de Conti). Construit en fonte au tout début du XIXe siècle, il est le tout premier pont métallique établi dans la capitale française. 
Devenu vétuste et fragilisé notamment par plusieurs accidents de navigation, il s'effondre partiellement en 1979. Il est ensuite reconstruit non pas à l'identique mais selon des dispositions très voisines de l'ouvrage initial.
Situé près du Louvre, musée d'art qui lui a donné son nom, il offre une vue panoramique sur l'île de la Cité, la cathédrale Notre-Dame, le musée d'Orsay, l'Institut de France, le Pont-Neuf.

## Situation et accès
Il relie les quais Malaquais et de Conti, où il fait face à  l'entrée monumentale et à la coupole de l'Institut de France, dans le 6e arrondissement, au quai François-Mitterrand face à l'entrée sud de la cour carrée du palais du Louvre (qui s'appelait « palais des Arts » sous le Premier Empire), dans le 1er arrondissement de Paris. Il forme ainsi un axe entre ces deux monuments parisiens.
Le pont des Arts est inscrit au titre des monuments historiques depuis le 17 mars 1975.
Ce site est desservi par les stations de métro Louvre - Rivoli, Pont-Neuf, Mabillon et Saint-Germain-des-Prés.

## Origine du nom
Son nom lui vient du palais du Louvre, qui fut appelé « palais des Arts », puisque devenu musée national après la Révolution.

## Historique

### La passerelle de 1804
Le 15 mars 1801 est prise la décision suivante : « Au nom du peuple français, Bonaparte, premier Consul, proclame loi de la République le décret suivant rendu par le Corps-Législatif, le 24 ventôse an IX, conformément à la proposition faite par le Gouvernement, le 18 dudit mois, communiquée au Tribunat le lendemain.[...] Il sera établi trois ponts à Paris, sur la Seine : le premier entre le Jardin des Plantes et l'Arsenal [pont d'Austerlitz] ; le deuxième, entre les îles de la Cité et de la Fraternité [pont de la Cité] ; le troisième, pour le passage à pied entre le Louvre et le quai des Quatre-Nations [l'actuel quai de Conti] ».
L'établissement de ces trois ouvrages est assuré par une société anonyme, la Compagnie des Trois Ponts, qui en obtient la concession jusqu'en 1897.
Le 28 avril 1801, le projet de l'ouvrage piétonnier à construire entre le Pont-Neuf et le pont Royal est présenté au Conseil général des ponts et chaussées par Louis-Alexandre de Cessart, doyen des Inspecteurs généraux des ponts et chaussées.
Le 25 juillet 1802 est prise une décision politique : afin de stimuler l'industrie métallurgique française et de concurrencer son homologue britannique, l'État impose à la Compagnie des Trois Ponts de construire l'ouvrage  en fonte. Le surcoût est pris en charge par l'État. 
L'ouvrage n'étant pas destiné au passage de véhicules, il a une structure légère. Il mesure dix mètres de largeur, sa longueur est de 157,50 m. Il comporte neuf arches de 16,80 m d'ouverture, qui reposent dans le fleuve sur des piles en maçonnerie. Celles-ci sont relativement élevées afin de respecter le gabarit de navigation. Il en résulte que le tablier est plus haut que les quais, ce qui impose la construction d'un escalier en maçonnerie à chaque extrémité. 
Jean-Baptiste Launay, fondeur qui a contribué à la colonne Vendôme, est chargé de la fabrication des fermes constituant chaque arche. 
L'ingénieur militaire Jacques Dillon assure la maîtrise d'œuvre des travaux et l'ouvrage est inauguré le 23 septembre 1803.
Le pont est agrémenté d'orangers qui sont remisés en hiver dans un local réservé à cet usage.

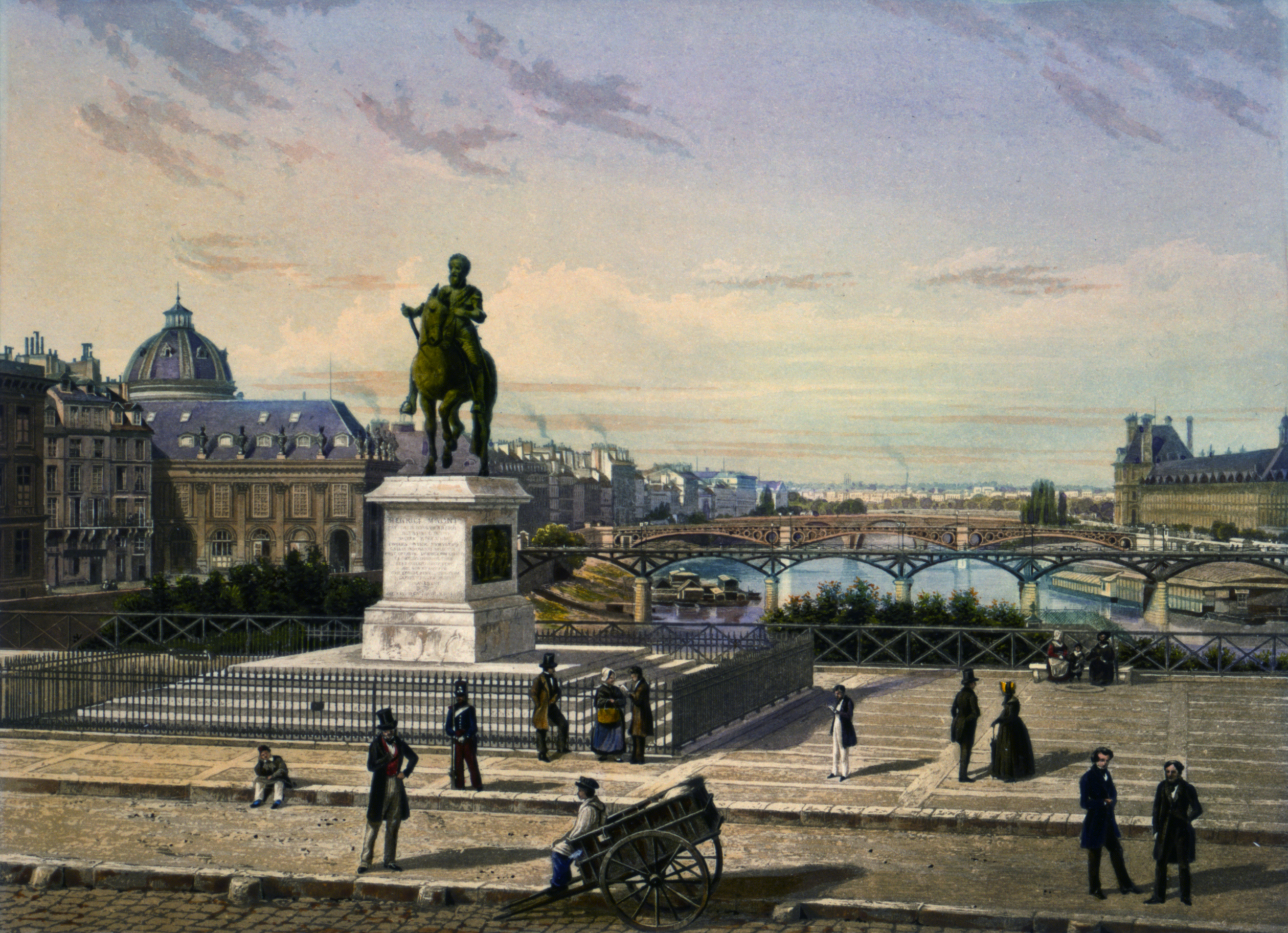
Le pont en 1842, en arrière-plan de la place du Pont-Neuf.

### Le pont modifié de 1852
En 1852, à la suite de l'élargissement du quai de Conti, les deux arches de la rive gauche deviennent une seule arche.
Le pont était soumis à un droit de péage. Ainsi, dans le roman La Rabouilleuse d'Honoré de Balzac, Philippe Bridau « faisait cirer ses bottes sur le Pont-Neuf pour les deux sous qu'il eût donnés en prenant par le pont des Arts pour gagner le Palais-Royal ».

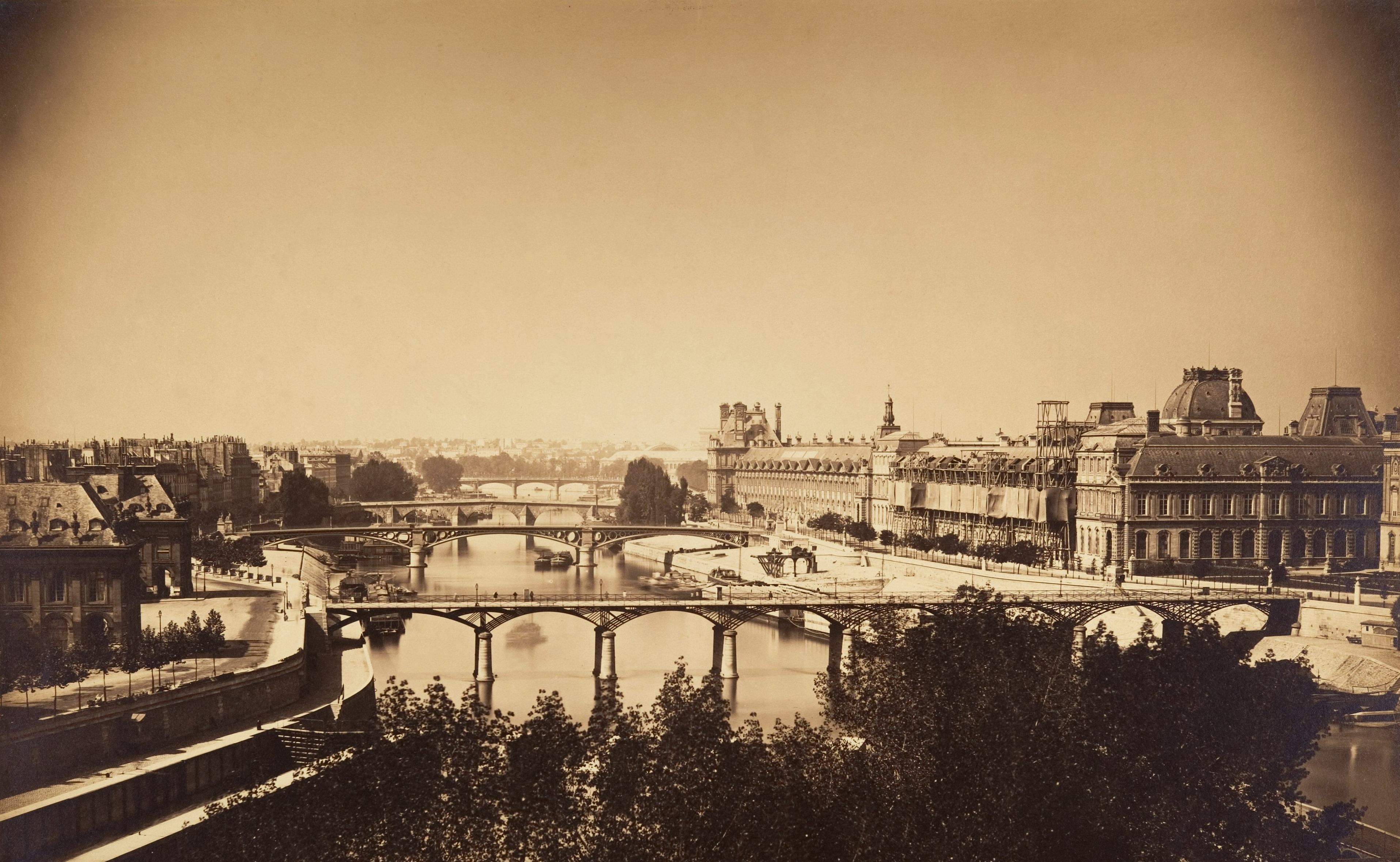
En 1857, photographié par Gustave Le Gray.
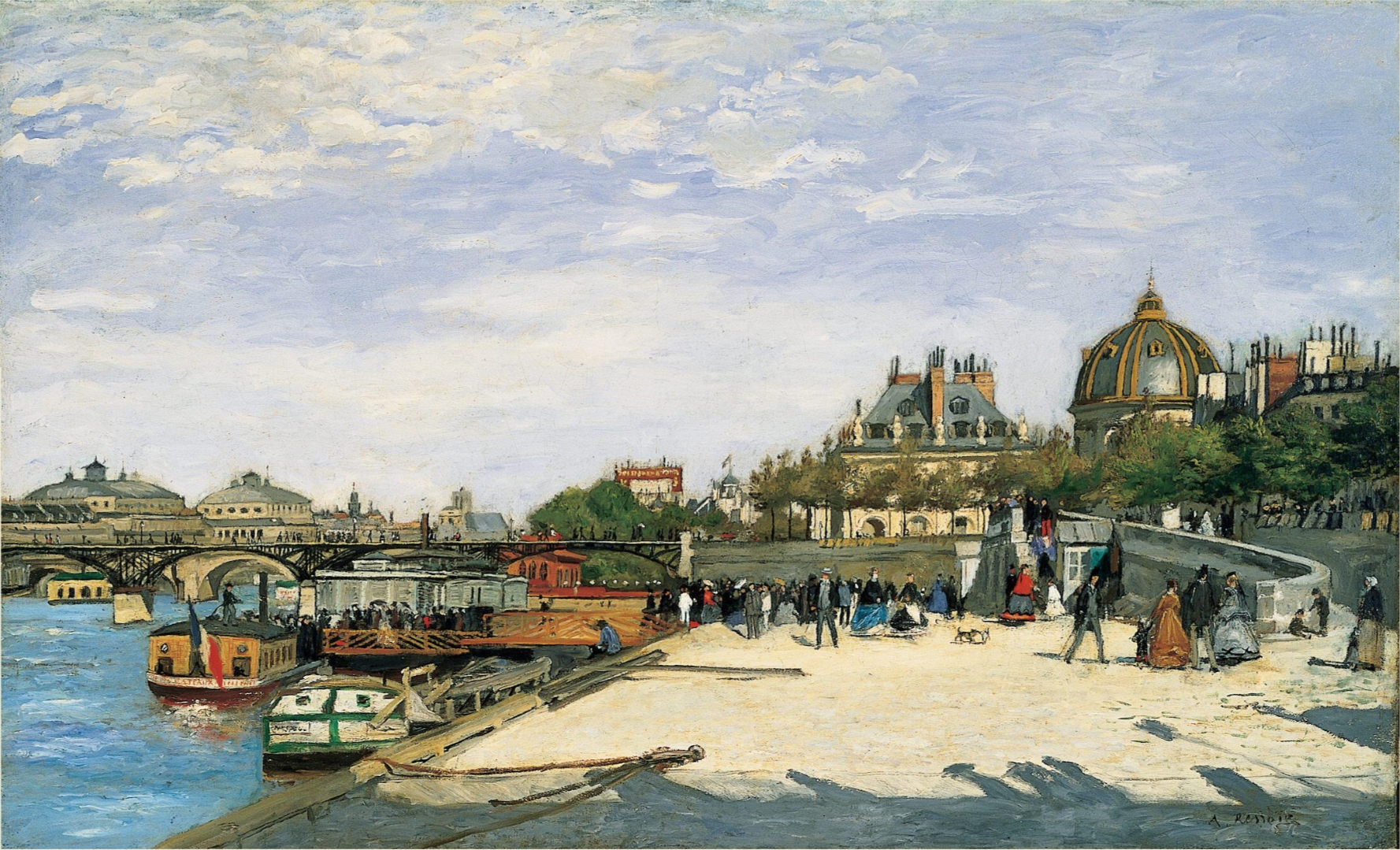
Entre 1867 et 1868, peint par Auguste Renoir.
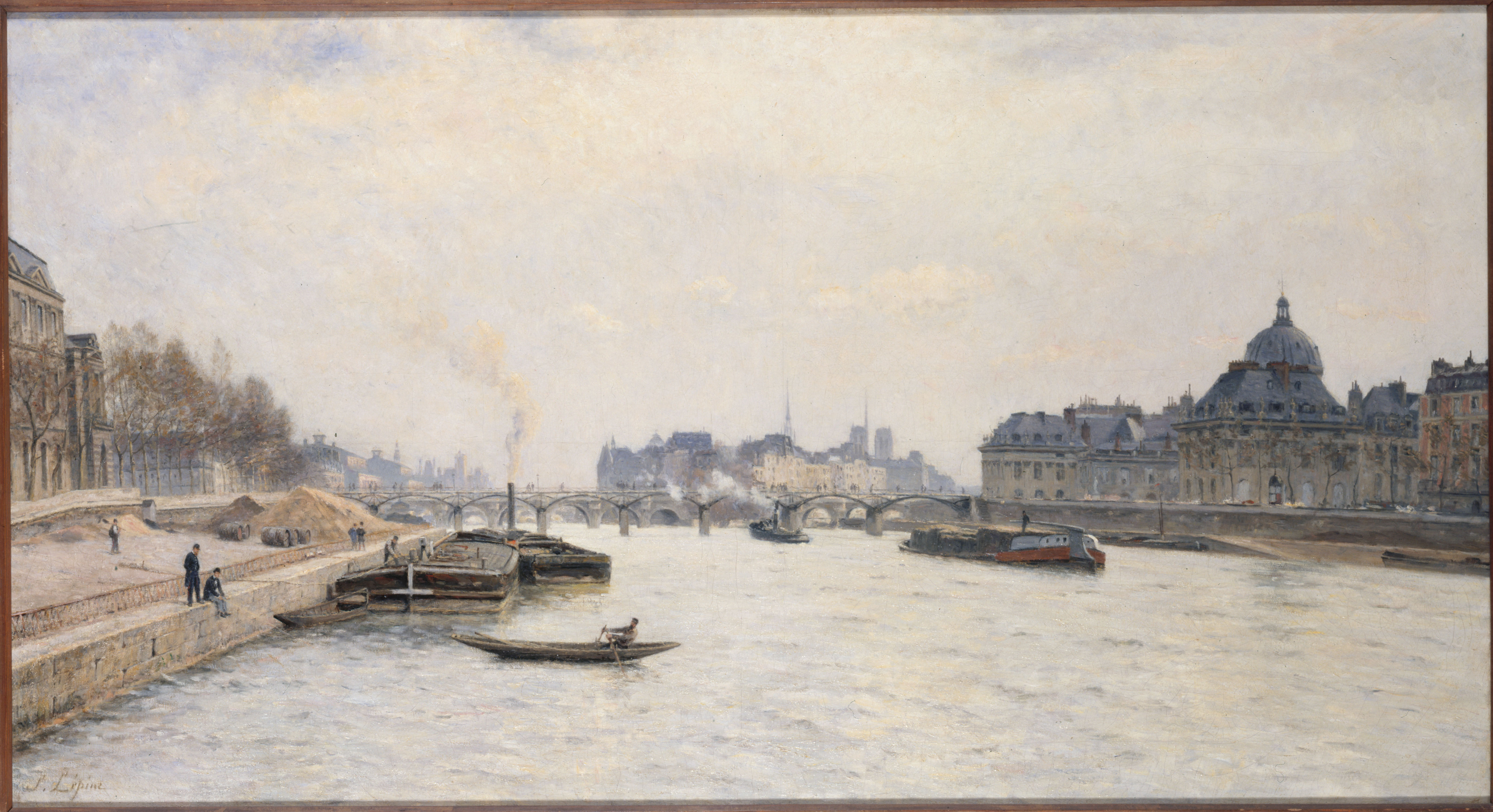
Le Pont des Arts, vue du pont Royal, Stanislas Lépine, 1884, musée Carnavalet, Paris.

En 1902, l'architecte Eugène Hénard propose de le remplacer par un pont en X, deux ponts qui se croiseraient en leur milieu au centre de la Seine.
Le 12 avril 1943, sous l'Occupation, le corps du général Mordacq fut retrouvé en dessous du pont des Arts. Le lendemain, la radio allemande annonce son suicide, annonce reprise par les autres journaux. Cependant, l'autopsie ainsi que le rapport de police sont censurés.

Plaques en hommage à des résistants
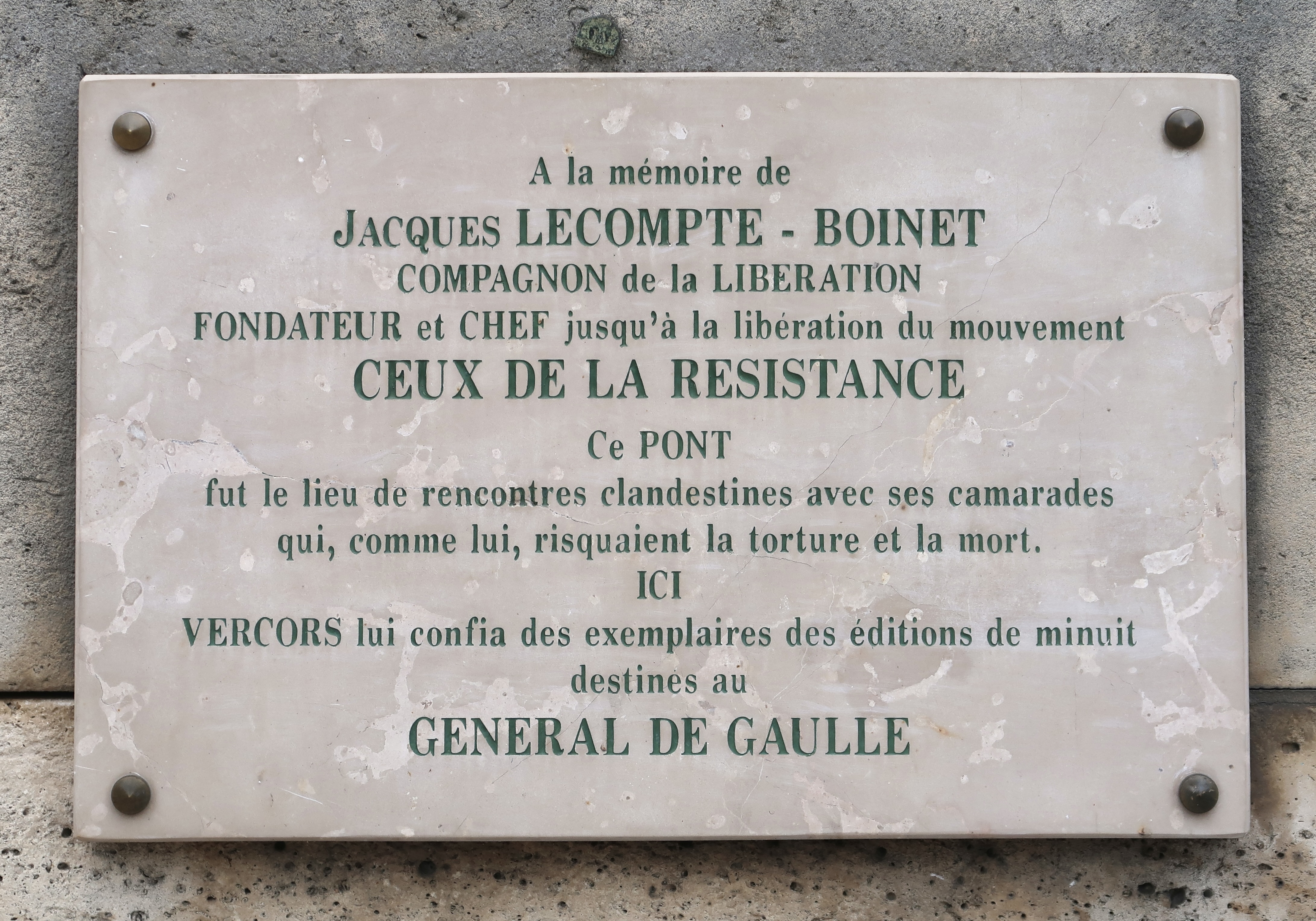
Jacques Lecompte-Boinet.
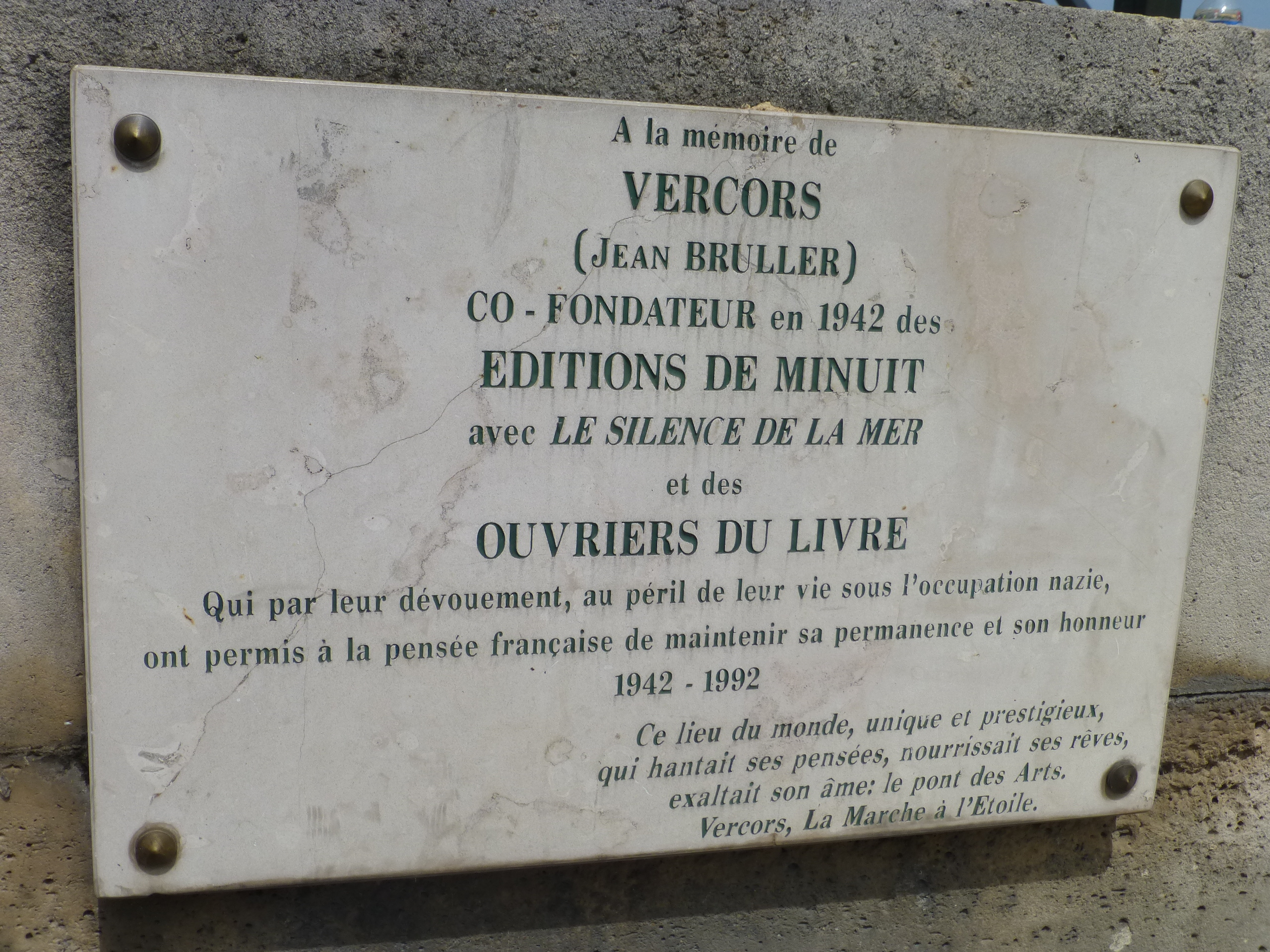
Vercors.

En 1976, l'inspecteur général des Ponts et Chaussées rapporte la fragilité de l'ouvrage, principalement due aux bombardements des Première et Seconde Guerres mondiales et à plusieurs collisions de bateaux en 1961 et 1970.
Le pont est fermé à la circulation en 1977 et s'effondre sur deux travées soit 60 mètres en 1979 à la suite  de la collision provoquée par une barge, en période de crue,. Le pont est démonté en 1980 ; environ la moitié du pont — quatre arches — est récupérée par la ville de Nogent-sur-Marne. Après dix ans de stockage, la passerelle est remontée en bord de Marne, près du port de plaisance, où l'on peut la parcourir aujourd'hui. Son inauguration en 1992 est présidée par Jacques Chirac.

### Le pont de 1984
Le pont actuel a été reconstruit entre 1981 et 1984 selon les plans de Louis Arretche, qui a diminué le nombre des arches (sept au lieu de neuf), ce qui permet leur alignement sur celles du pont Neuf, tout en reprenant l'aspect général de l'ancienne passerelle. L'acier a remplacé la fonte et la portée originelle de l'arche côté Institut, plus grande que celle des autres, a servi d'étalon à la conception des nouvelles arches. La passerelle a été inaugurée par Jacques Chirac — alors maire de Paris — le 27 juin 1984.
À la fin des années 1990, un projet de construction de passerelle piétonnière franchissant le Kamo-gawa à Kyoto, au Japon, a été développé en prenant comme modèle le pont des Arts ; il ne fut néanmoins pas mené à son terme devant l'opposition de la population.
Le pont est rénové en 2023 pour un coût de 1,8 million d'euros. Son platelage, délabré et devenu dangereux, est entièrement remplacé. Du bois exotique africain (du bilinga), qui grise en vieillissant, est retenu pour sa durabilité. Il est en effet très résistant aux écarts de température ainsi qu'aux vibrations et le nouveau platelage devrait donc durer trente ans. Ce matériau est acheminé sur place par péniche. La surface totale remplacée est de 1600 mètres carrés. Des bancs d'un nouveau modèle sont installés.

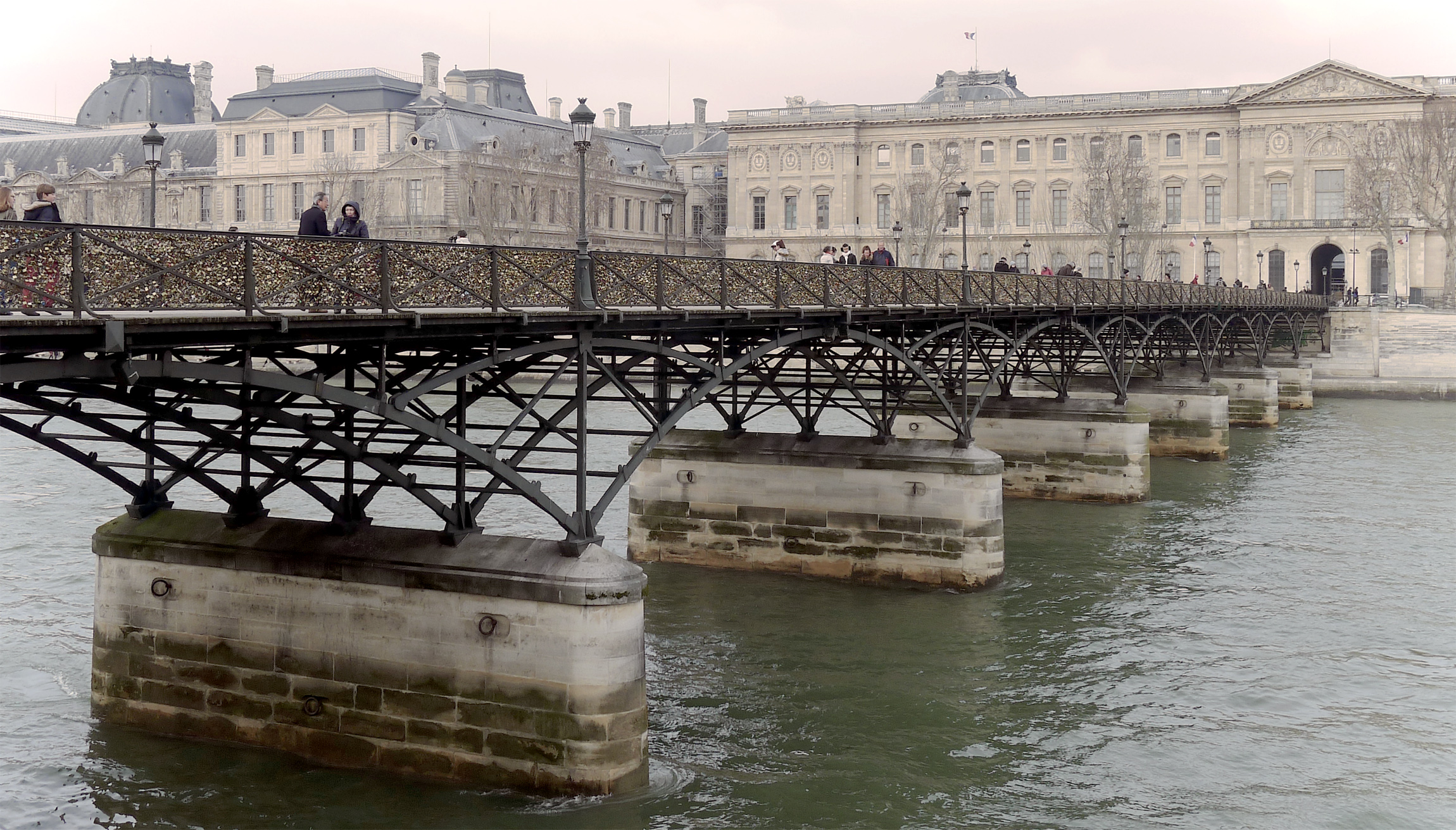
Le pont des Arts et le Louvre.
Panorama sur le pont des Arts et l'Institut de France, de nuit.
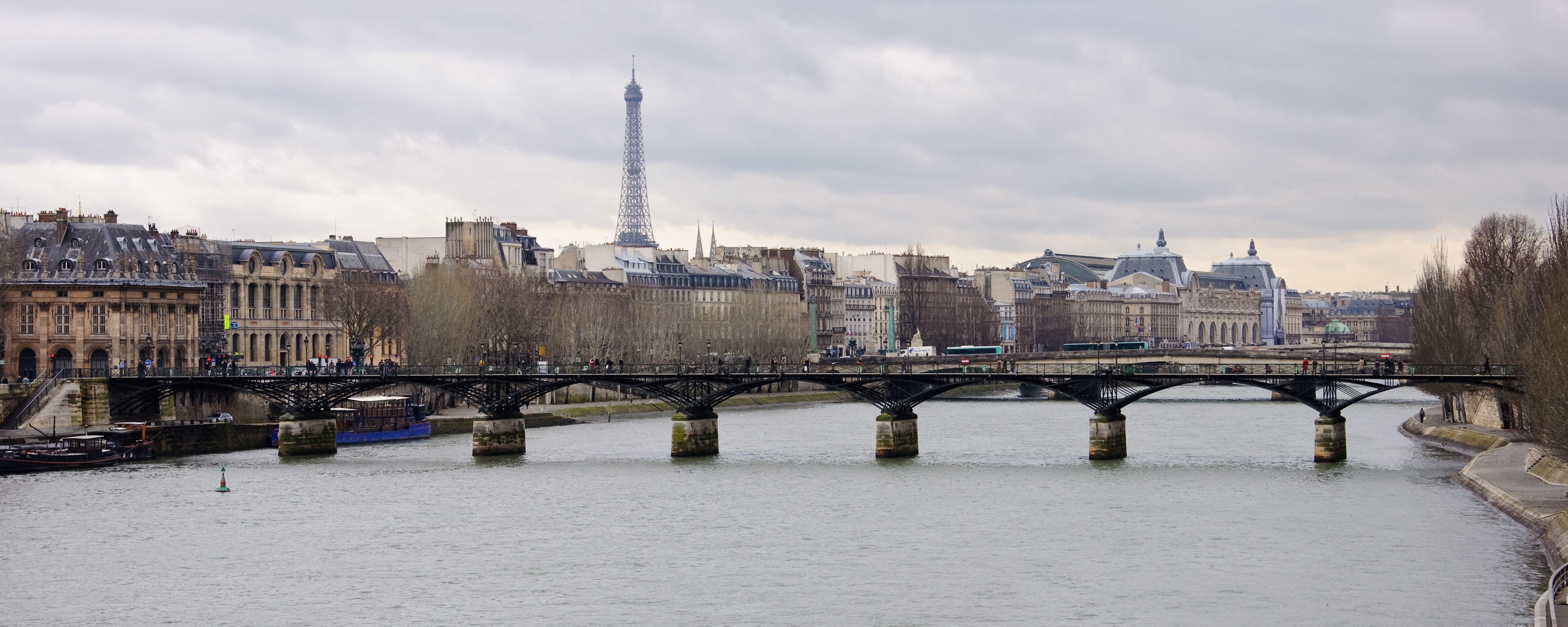
Le pont des Arts et ses sept arches vus du pont Neuf.

## Les cadenas d'amour (2008-2015)
À partir de 2008, les garde-corps grillagés du pont des Arts deviennent le support de nombreux « cadenas d'amour » accrochés par des couples. Cette pratique s'étend ensuite à la passerelle Léopold-Sédar-Senghor, au pont de l'Archevêché ainsi qu'à la passerelle Simone-de-Beauvoir.
Cette situation suscite une polémique sur les risques de dégradation du patrimoine engendrés par la présence de ces tonnes de cadenas (la mairie de Paris évoque 45 tonnes) : endommagement des garde-corps,  esthétique... Le premier adjoint de la Ville de Paris déclare en 2015 : « Plusieurs centaines de milliers de cadenas sont accrochés sur ce pont. Ils mettent à mal l’esthétisme de l’édifice, détériorent sa structure et sont susceptibles de provoquer des accidents ». Ainsi, les garde-corps grillagés sont définitivement retirés le 1er juin 2015 et sont d'abord remplacés par une exposition temporaire d'œuvres de street art de Jace, eL Seed, Pantonio et Brusk, puis par des panneaux en verre à partir de l'automne 2015.

Le pont des Arts et les cadenas d'amour
Cadenas en 2014.
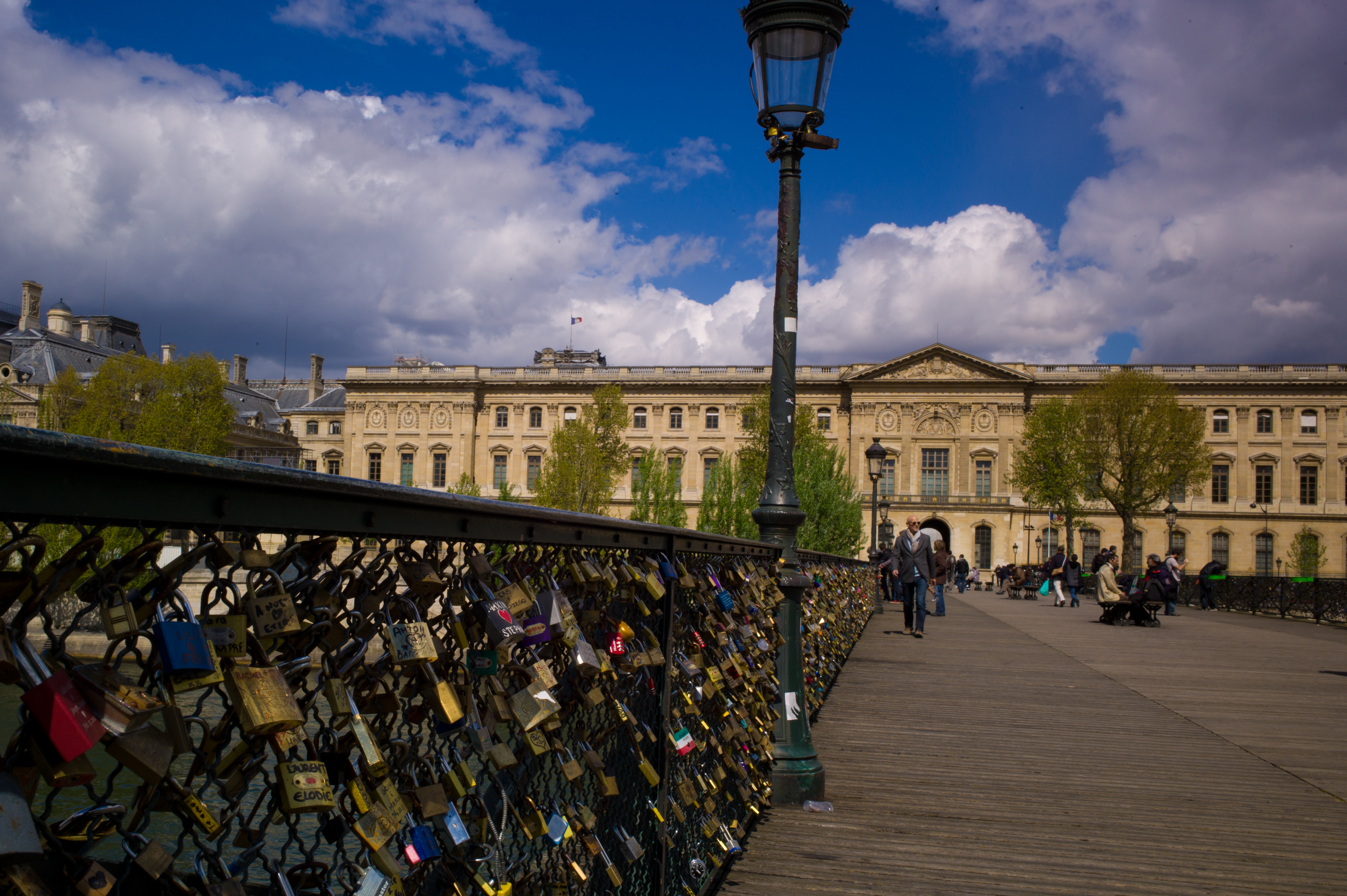
Cadenas sur le garde-corps ouest en avril 2012.
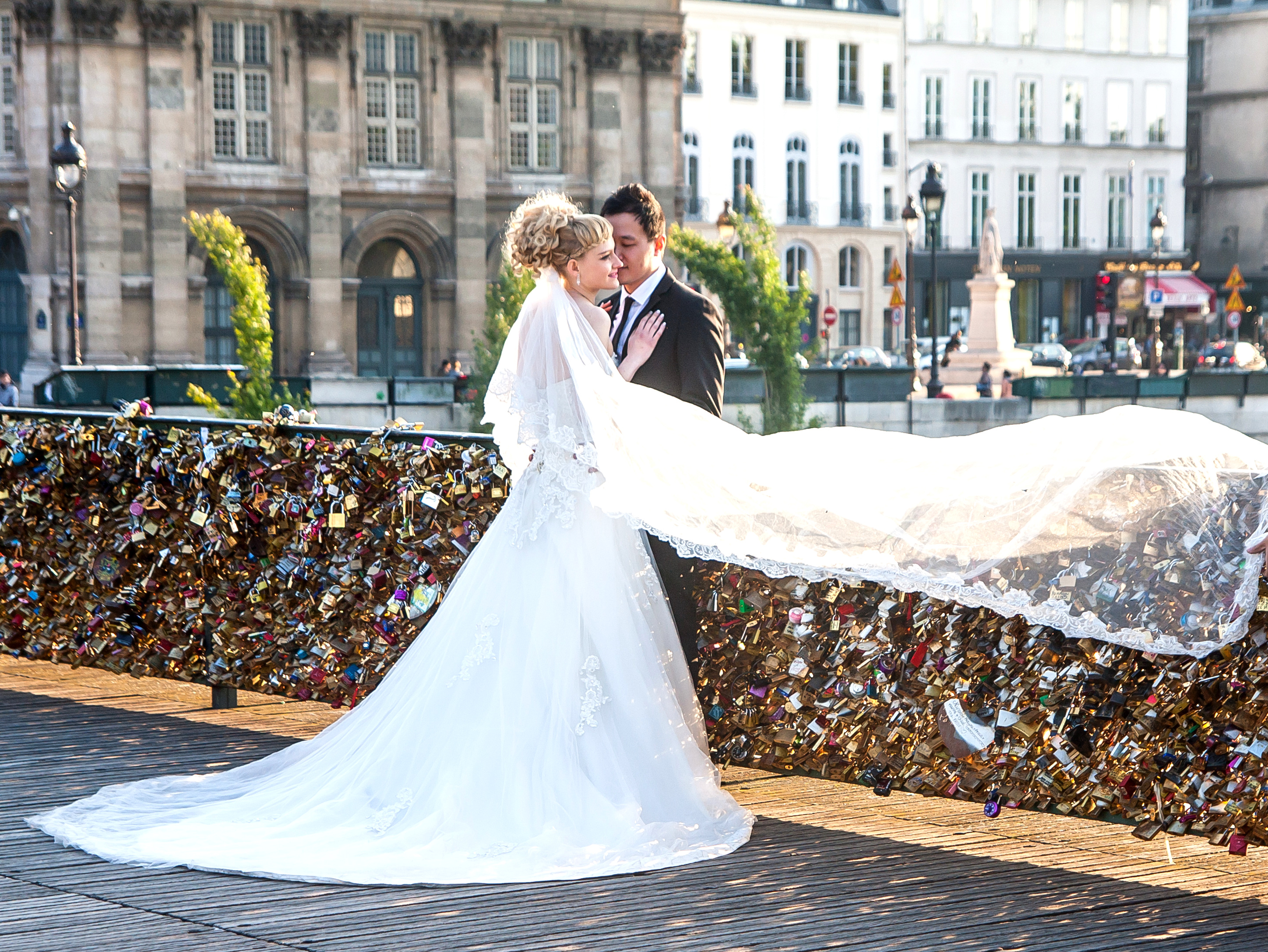
Mariés posant à côté des cadenas en mai 2014.
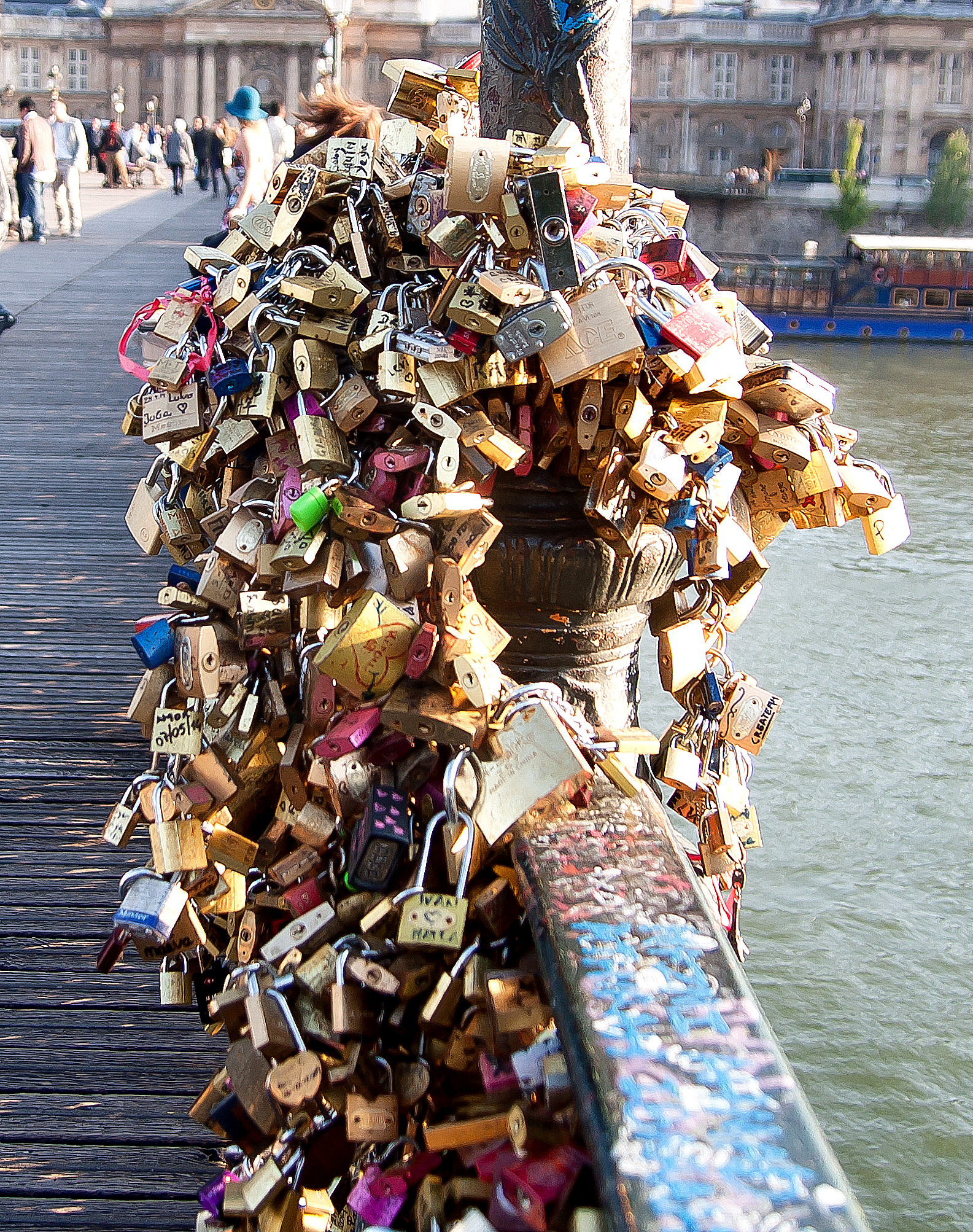
Grappe de cadenas en mai 2014.
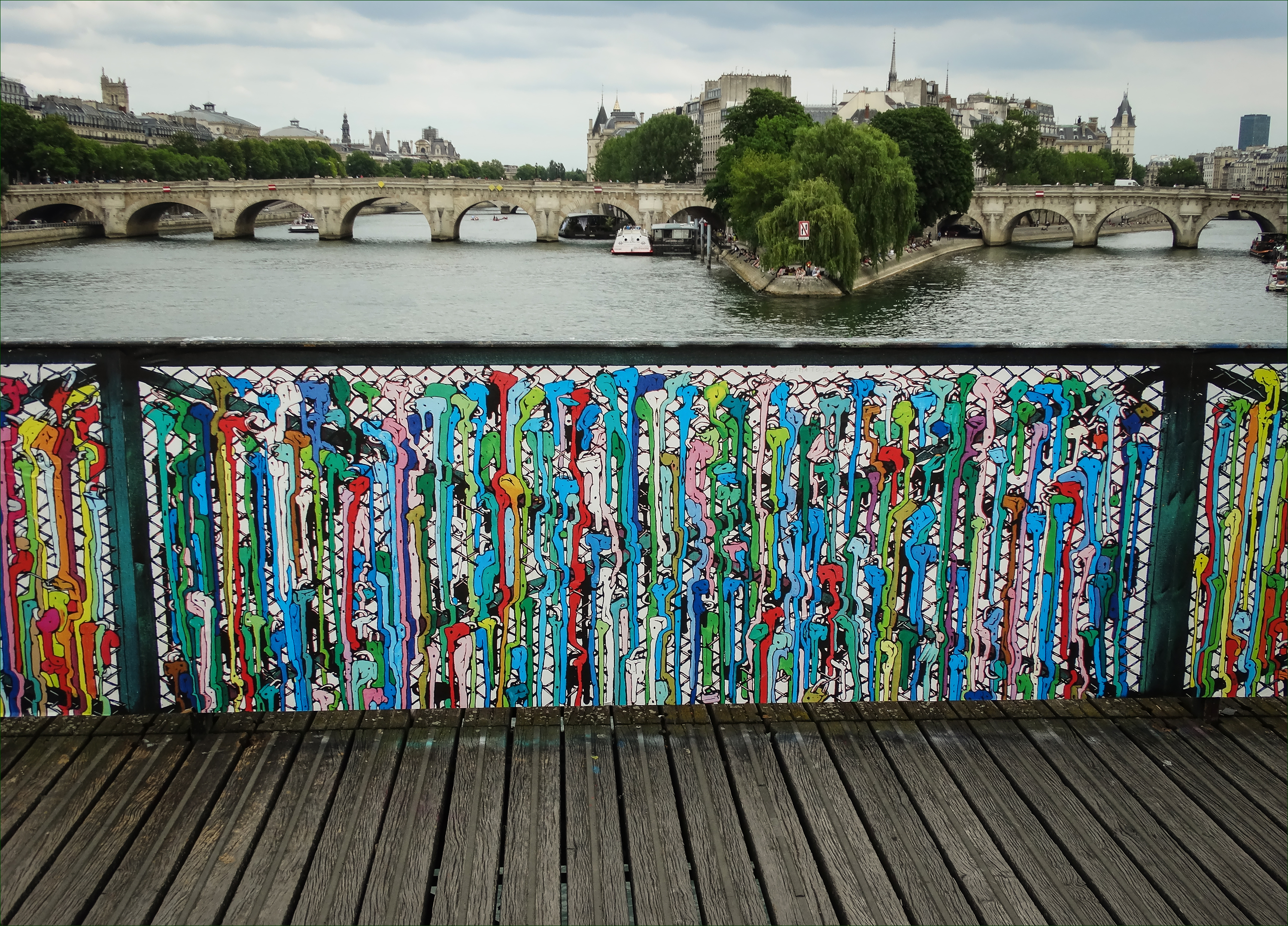
Exposition temporaire de street art après le retrait des cadenas, en juin 2015.
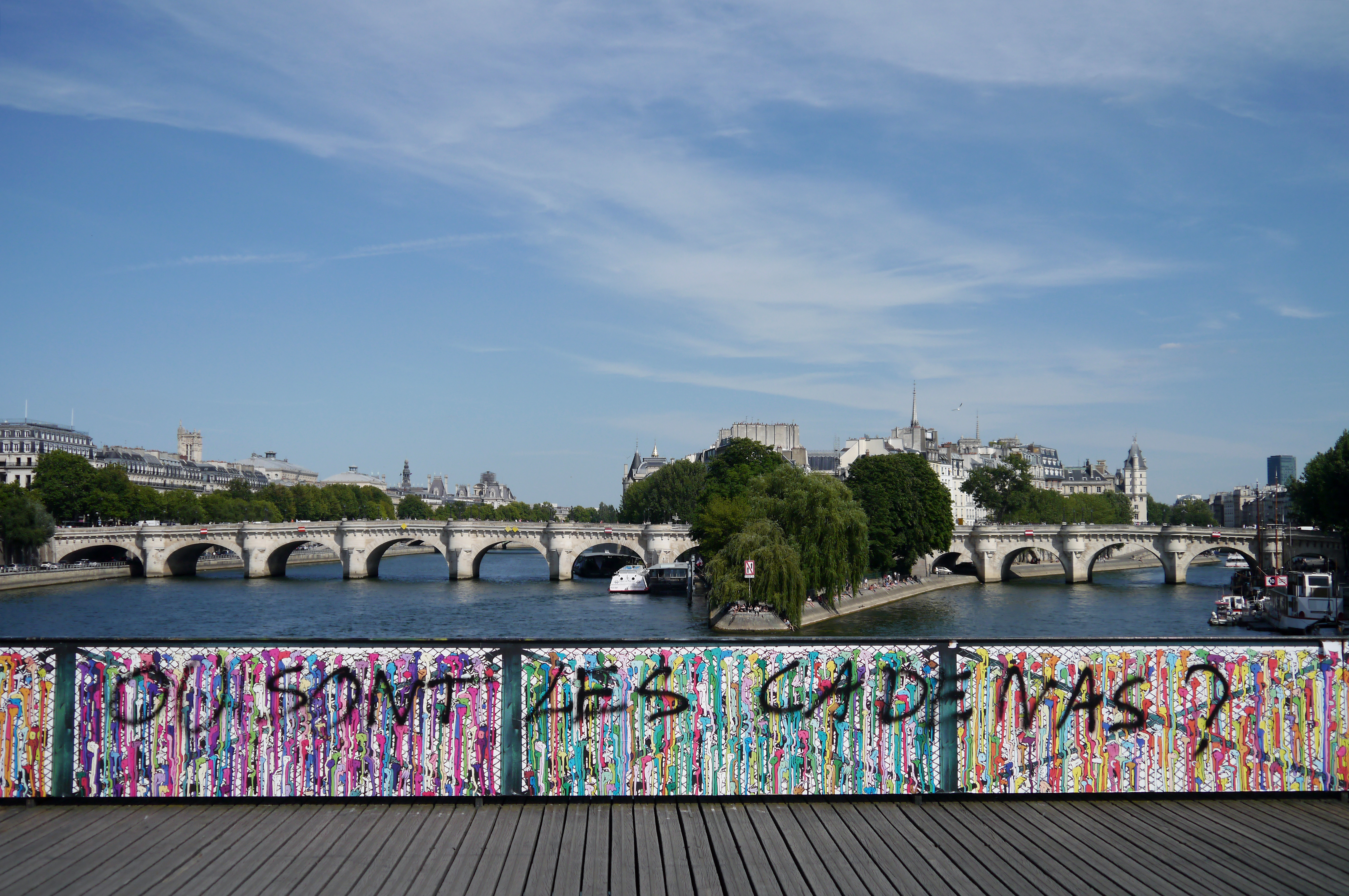
Graffiti au sujet de la disparition des cadenas, en juin 2015.
Le pont des Arts avec les nouveaux panneaux de verre, en avril 2016.
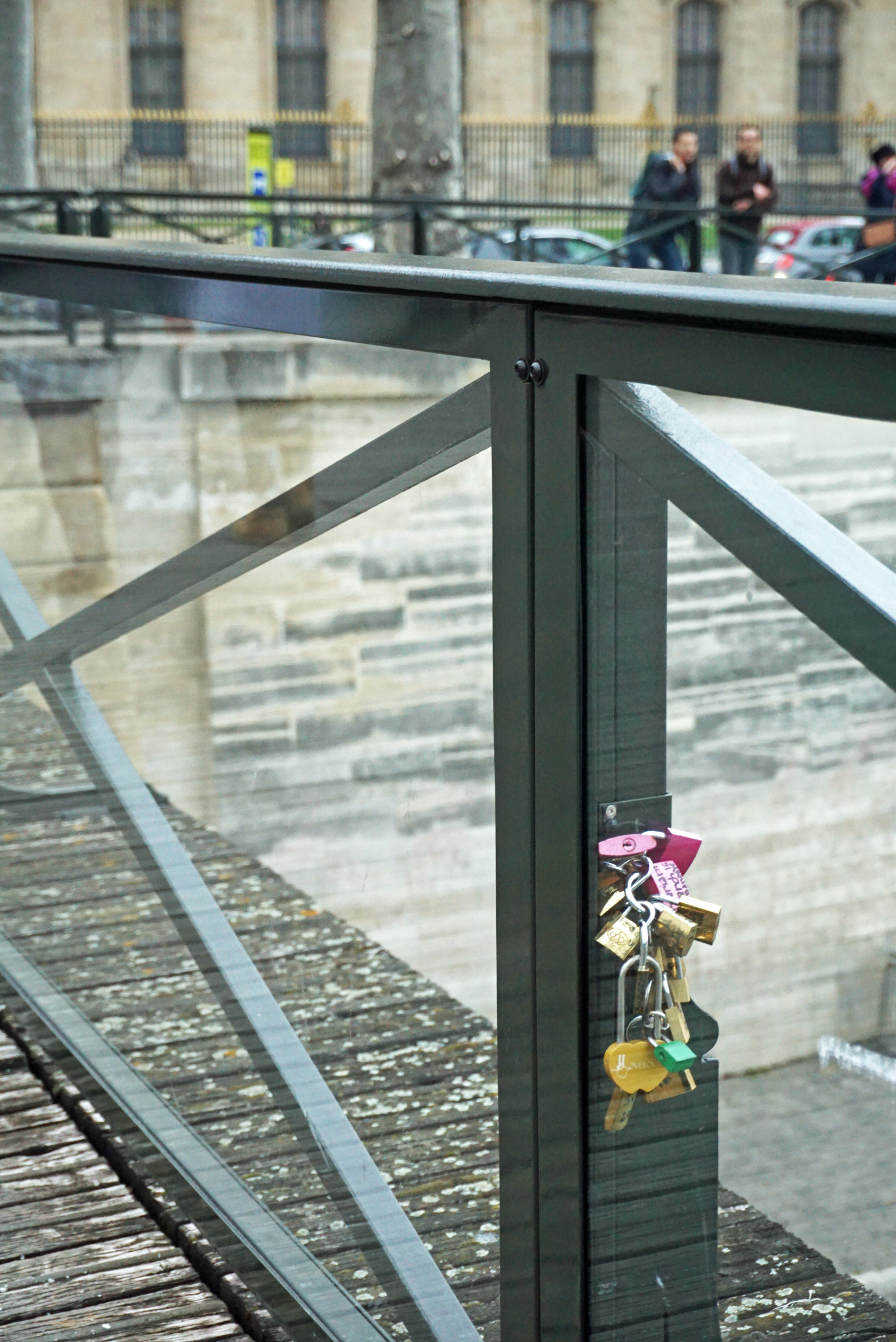
Cadenas sur les nouveaux garde-corps, en avril 2016.

## Le pont et les arts

### Littérature
- Dans La Marche à l'étoile, roman de Vercors publié en 1943, le personnage de Thomas Muritz, jeune Hongrois nourri de culture française, traverse l'Europe pour rejoindre la France qui est pour lui terre de justice et de liberté. Le héros du roman désire rejoindre le fameux, l'unique pont des Arts, merveille parisienne. Après un périple d'un mois à travers un continent tourmenté par la guerre, il arrive à son but s'enflamme pour « ce point du monde où l'on embrasse à la fois […] l'Institut, le Louvre, la Cité — et les quais aux bouquins, les Tuileries, la butte latine jusqu'au Panthéon, la Seine jusqu'à la Concorde ».
- C'est sur le pont des Arts que Jean-Baptiste Clamence, le personnage principal et le narrateur du récit La Chute d'Albert Camus, entend un rire dont il n'identifie pas immédiatement la provenance mais qui aboutit à la nécessité pour lui de changer complètement de vie.

Le jour du centième anniversaire de la naissance de Vercors, le 26 février 2002, une plaque commémorative est apposée, quai de Conti, sur le parapet (côté aval) de l'escalier d'accès à la passerelle. Vercors rencontrait en ce lieu symbolique du rayonnement culturel de la France dans le monde Jacques Lecompte-Boinet, chef du mouvement Ceux de la Résistance, pour lui confier des exemplaires des Éditions de Minuit (dont le premier ouvrage publié fut Le Silence de la mer) destinés au général de Gaulle.

### En peinture

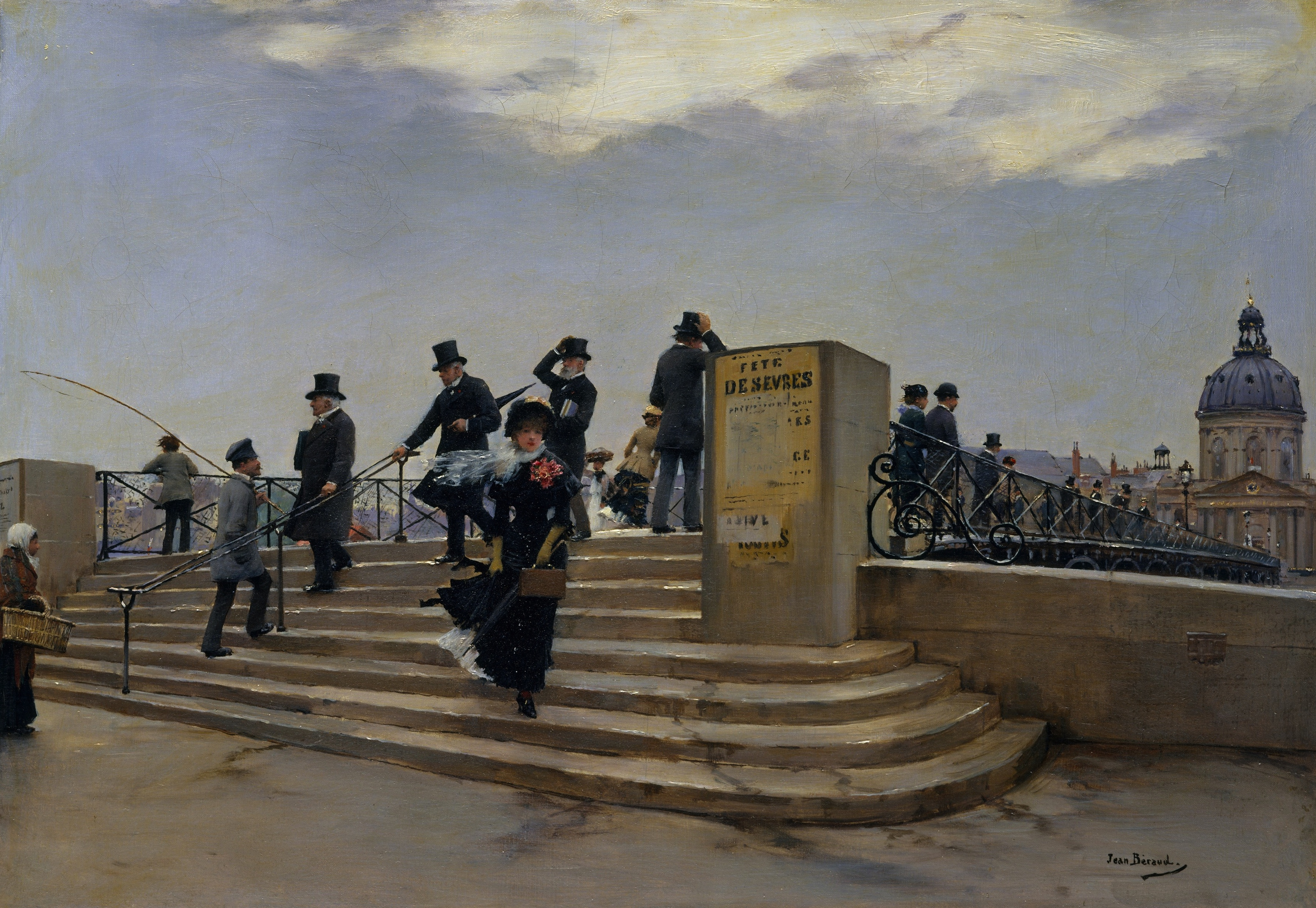
Jean Béraud, Un jour de vent sur le pont des Arts (vers 1880-1881), Metropolitan Museum of Art (New York).

- Jean Béraud, Un jour de vent sur le pont des Arts (vers 1880-1881), Metropolitan Museum of Art (New York).
- Victor Binet, Le Pont des arts, musée Alfred-Canel
- Ferdinand Desnos, La Cène sur la Seine, musée national d'Art moderne (Paris).
- Albert Lebourg, Le Pont des Arts et l'Institut de France : effet de soleil au matin (vers 1900), huile sur toile, palais de l'Institut (Paris).
- Stanislas Lépine, Le Pont des Arts (vers 1878-1883), huile sur toile, fondation Bemberg (Toulouse).
- Paul Signac, Le Pont des Arts (1928), huile sur toile, musée Carnavalet (Paris).
- Auguste Renoir, Le Pont des Arts (1867), huile sur toile, The Norton Simon Foundation (Los Angeles).

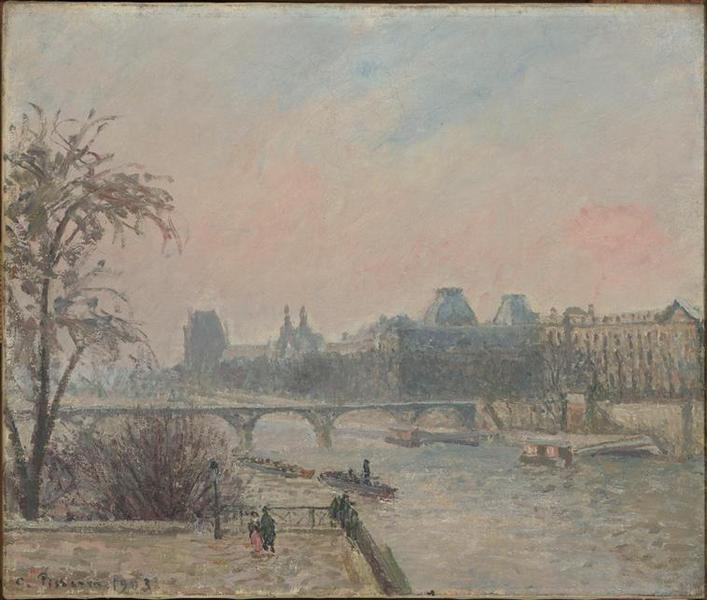
La Seine et le Louvre, 1903,
Camille Pissarro,
musée d'Orsay, Paris.

- Camille Pissarro, La Seine et le Louvre (1903), huile sur toile, musée d'Orsay (Paris).

### Lieu d'exposition
- Au printemps 1999, durant trois mois, le pont accueille une grande rétrospective en plein air de l'œuvre de l'artiste sénégalais Ousmane Sow (1935-2016), encore peu connu du grand public ; la fréquentation de l'exposition, qui présente soixante-quinze de ses imposantes sculptures, est estimée à plus de trois millions de visiteurs[18].

### Cinéma, télévision et ballet
- 1932 : Boudu sauvé des eaux met en scène Michel Simon tentant de se suicider en sautant du pont des Arts.
- 1961 : Paris nous appartient.
- 1968 : la scène initiale des Biches (la rencontre de Frédérique et Why) de Claude Chabrol se déroule sur la passerelle des Arts.
- 2001 : Le Fabuleux Destin d'Amélie Poulain de Jean-Pierre Jeunet contient une scène se déroulant sur la passerelle des amoureux, le pont des Arts[19].
- 2002 : La Mémoire dans la peau (The Bourne Identity) met en scène Matt Damon à la fin du film sur le pont des Arts[20].
- 2004 : Le Pont des Arts relate une histoire d'amour impossible entre deux jeunes gens qui ne se rencontrent jamais ; l'action se déroule à Paris entre 1979 et 1980, c'est-à-dire au moment de l'effondrement de la passerelle.
- 2004 : Une Américaine à Paris - 2e partie, le dernier épisode de la série Sex and the City, contient une scène de nuit sur le pont des Arts[21].
- 2006 : Le Diable s'habille en Prada lors de la Semaine de la mode[22].
- 2007 : la publicité télévisée pour le parfum Trésor de Lancôme, réalisée par Peter Lindbergh, met en scène Kate Winslet sur le pont des Arts[23].
- 2010 : des épisodes de la série télévisée Gossip Girl (saison 4) sont tournés sur le pont[24].
- 2010 : Le long métrage Joue contre joue du réalisateur Cyrille Benvenuto a été tourné essentiellement sur le pont des Arts[25].
- 2010 : le long métrage LOL USA du réalisateur Lisa Azuelos, avec Miley Cyrus, a été tourné, pour une partie de quelques minutes, sur le pont des Arts[26].
- 2010 : dans From Paris with Love, une scène est tournée sur le pont des Arts.
- 2013 : la scène finale du film Insaisissables réunit Mélanie Laurent et Mark Ruffalo sur le pont des Arts[27].
- 2015 : dans une scène du film Toute première fois, les deux principaux protagonistes traversent le pont des Arts en voiture.
- 2015 : la première et la dernière scène du ballet Interlude du compositeur Jean-Paul Penin, livret de la romancière Françoise Kerymer, se passe sur le pont des Arts.
- 2024 : lors de la cérémonie d'ouverture des Jeux olympiques, le pont a servi de cadre à la prestation de la chanteuse Aya Nakamura, accompagnée de la Garde républicaine[28].

### Citation

Vue panoramique depuis la passerelle.

« Je suis sur le pont des Arts à Paris. D'un côté de la Seine on voit la façade harmonieuse et sobre de l'Institut, bâti vers 1670 pour être un collège. Sur l'autre rive, le Louvre, construit depuis le Moyen Âge jusqu'au dix-neuvième siècle : un sommet de l'architecture classique, splendide et équilibré. En amont on voit le haut de Notre-Dame qui n'est peut-être pas la cathédrale la plus attirante, mais sûrement la façade la plus rigoureusement intellectuelle de tout l'art gothique. Les maisons qui longent les quais du fleuve montrent aussi de façon rationnelle et humaine ce que devrait être l'architecture des villes. En face de ces maisons, sous les arbres, s'alignent les boîtes des bouquinistes où des générations d'amateurs ont donné libre cours à ce passe-temps d'homme cultivé : collectionner les livres. Depuis cent cinquante ans, les élèves des Beaux-Arts passent sur ce pont pour aller étudier les chefs-d'œuvre du Louvre ; de retour dans leurs ateliers, ils discutent et rêvent de faire quelque chose qui soit digne de la grande tradition. Et sur ce pont, depuis Henry James, combien de pèlerins venus d'Amérique se sont-ils arrêtés pour respirer le parfum d'une culture aux racines lointaines, conscients de se sentir au centre même de la civilisation. »

— Kenneth Clark, Civilisation, 1969, trad. fr. Hermann, 1974.

### Chansons
- Serge Gainsbourg et Philippe Clay dans la chanson L'Assassinat de Franz Lehar (en 1962).
- Georges Brassens dans la chanson Le Vent (sur l'album Le Vent en 1954) fait allusion au vent qui souffle sur le pont.
- René Aubry dans la chanson Le Vent (sur l'album Plaisir d'amour en 1998).
- Alain Souchon dans la chanson Rive gauche (sur l'album Au ras des pâquerettes en 1999).
- St Germain dans la chanson Pont des Arts (sur l'album Tourist en 2001).
- Vanessa Paradis et -M- dans la chanson La Seine (bande originale du film Un monstre à Paris en 2011).
- Julien Clerc dans la chanson Bibliothèque Mazarine (album Quand je joue en 1980).
- Damien Saez dans la chanson Les Magnifiques, sur le triple album Messina en 2012.
- Eric Amado dans la chanson Le Pont des Arts (J. Lambertie/P. Arvay) en 1951.
- Michèle Arnaud dans la Chanson du Pont des Arts (Le Pont des arts) (J. Lambertie/P. Arvay) en 1958.

## Pour approfondir